# (2476) Andersen
(2476) Andersen est un astéroïde de la ceinture principale.

## Description
(2476) Andersen est un astéroïde de la ceinture principale. Il fut découvert le 2 mai 1976 à Naoutchnyï par Nikolaï Tchernykh. Il présente une orbite caractérisée par un demi-grand axe de 3,02 UA, une excentricité de 0,12 et une inclinaison de 10,8° par rapport à l'écliptique.

## Compléments